# یتیم‌ها (نمایش‌نامه)
یتیم‌ها (انگلیسی: Orphans) نمایشنامه‌ای نوشته لایل کسلر است که در برای اولین‌بار در سال ۱۹۸۳ در لس آنجلس به روی صحنه رفت. آل پاچینو در سال ۲۰۰۵ با همراهی جسی آیزنبرگ و شان هاتوسی این نمایش را به صورت ورکشاپ بازآفرینی کرد. یتیم‌ها در نهایت در سال ۲۰۱۳ به برادوی راه یافت. داستان نمایش دربارهٔ دو یتیم بزرگسال است که در خانه‌ای در شمال فیلادلفیا با هم زندگی می‌کنند. این نمایش ترکیبی از واقع‌گرایی و ابسوردیسم درون خود دارد.